# Stift Truttenhausen

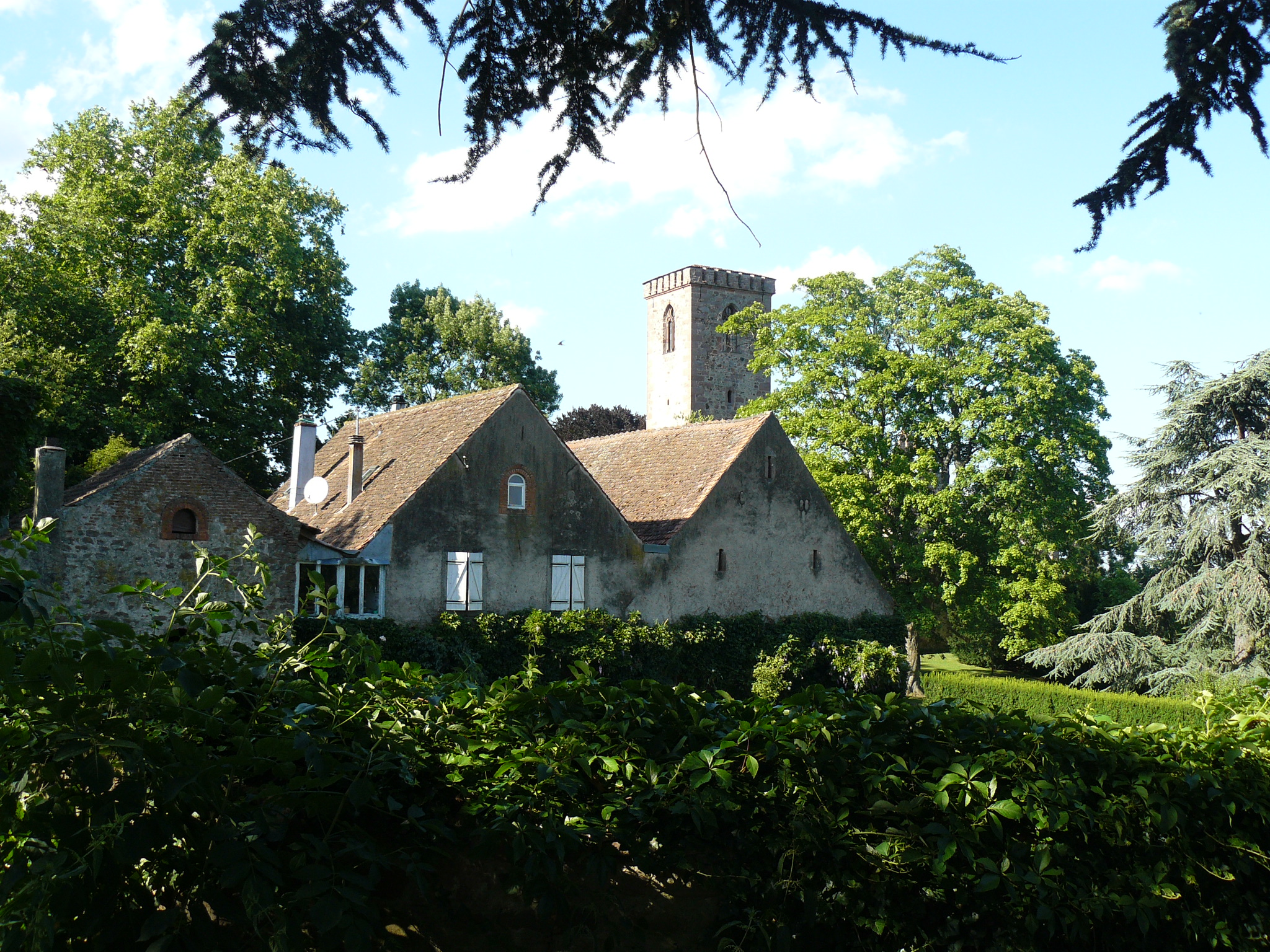
Truttenhausen bei Heiligenstein

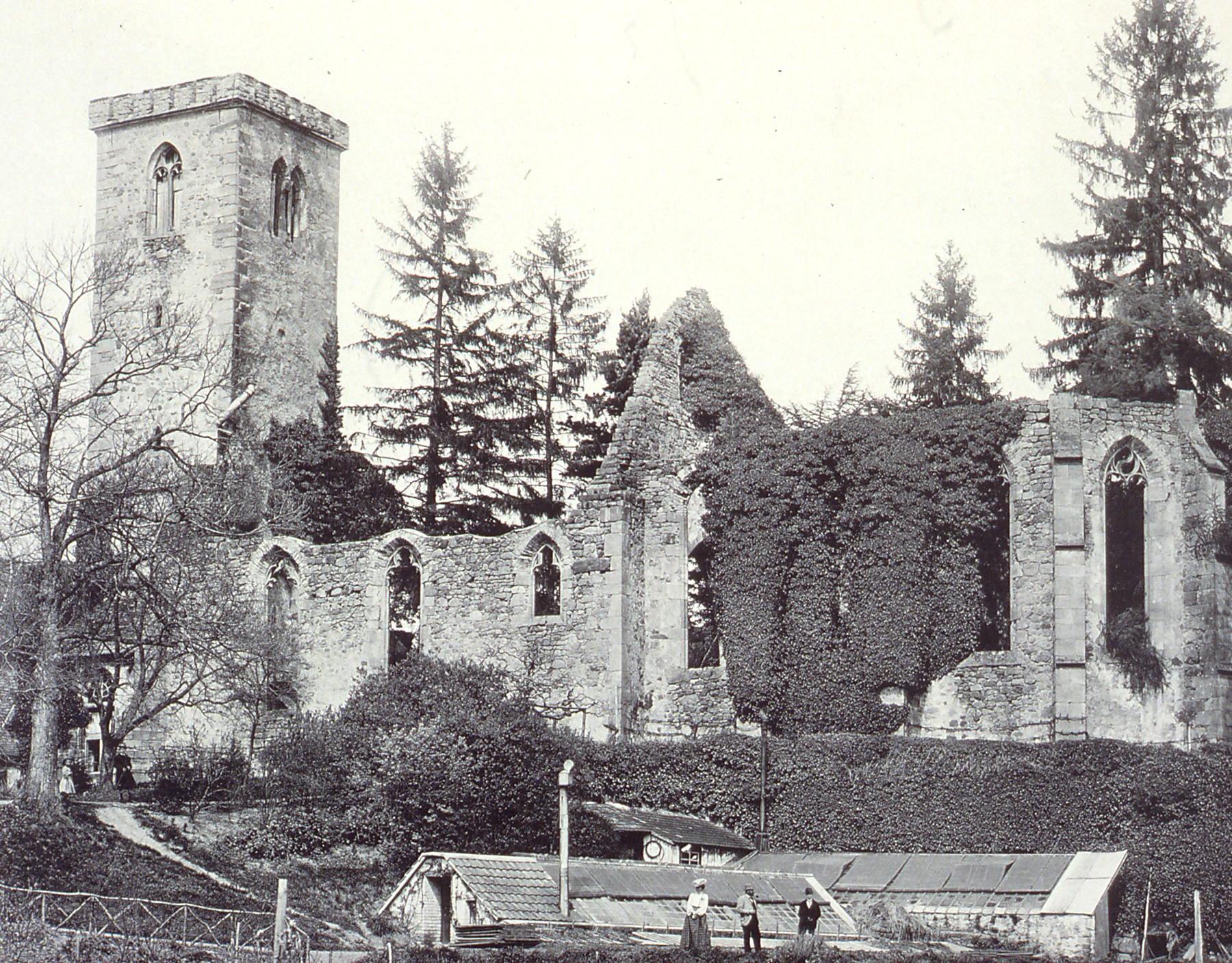
Kirchenruine Truttenhausen (1906)

Das Stift Truttenhausen war ein Chorherrenstift bei Heiligenstein im Elsass.

## Geschichte
Das dem hl. Nikolaus geweihte Stift wurde 1180/81 durch Herrad von Landsberg, die Äbtissin des Klosters Hohenburg auf dem Odilienberg, und Günther von Vigenhegen gegründet und vom Stift Marbach besiedelt. 1454 erfolgte der Anschluss an die Windesheimer Reform. Chorherren aus Böddeken kamen nach Truttenhausen.
Die Gebäude wurden um 1467 umgebaut, einige wenige Bauteile aus der Romanik und Spätgotik sind in der Kirche erhalten. Im Bauernkrieg 1525 wurde das Kloster weitgehend zerstört, 1555 verlassen. Aber noch 1611 fungierte ein Heinrich Brantius formal als Prior.
1648 erwarben die von Landsberg die Landwirtschaft und die Ruinen und erbauten einen kleinen Herrensitz. Seit 1800 ist dieser im Besitz der Familie von Türckheim.